# 第21回セントルイス映画批評家協会賞
第21回セントルイス映画批評家協会賞（21st St. Louis Film Critics Association Awards）は、2024年の映画を対象とした映画賞。2024年12月8日にノミネート作品が発表され、同月15日に受賞作品が発表された。最多ノミネートは『デューン 砂の惑星PART2』の12部門であり、『ブルータリスト』の9部門、『教皇選挙』『ウィキッド ふたりの魔女』の8部門が続いた。また、今回から新たに声優賞と第一回作品賞が創設された。

## 受賞結果
| 作品賞 | 監督賞 |
| --- | --- |
| - 『デューン 砂の惑星PART2』 - 次点：『ANORA アノーラ』 - 『ブルータリスト』 - 『名もなき者/A COMPLETE UNKNOWN』 - 『教皇選挙』 - 『Nickel Boys』 - 『聖なるイチジクの種』 - 『セプテンバー5』 - 『シンシン/SING SING』 - 『ウィキッド ふたりの魔女』                                                                                      | - ドゥニ・ヴィルヌーヴ - 『デューン 砂の惑星PART2』 - 次点：モハマド・ラスロフ - 『聖なるイチジクの種』 - エドワード・ベルガー - 『教皇選挙』 - ブラディ・コーベット - 『ブルータリスト』 - ラメル・ロス - 『Nickel Boys』 |
| 主演男優賞 | 主演女優賞 |
| - コールマン・ドミンゴ - 『シンシン/SING SING』：ジョン・ウィットフィールド - 次点：エイドリアン・ブロディ - 『ブルータリスト』：ラースロー・トート - ティモシー・シャラメ - 『名もなき者/A COMPLETE UNKNOWN』：ボブ・ディラン - レイフ・ファインズ - 『教皇選挙』：トーマス・ローレンス枢機卿 - ヒュー・グラント - 『異端者の家』：リード | - マイキー・マディソン - 『ANORA アノーラ』：アノーラ - 次点：マリアンヌ・ジャン＝バプティスト - 『Hard Truths』：パンシー - パメラ・アンダーソン - 『The Last Showgirl』：シェリー - シンシア・エリヴォ - 『ウィキッド ふたりの魔女』：エルファバ・スロップ - デミ・ムーア - 『サブスタンス』：エリザベス - シアーシャ・ローナン - 『The Outrun』：ロナ |
| 助演男優賞 | 助演女優賞 |
| - キーラン・カルキン - 『リアル・ペイン〜心の旅〜』：ベンジー・カプラン - 次点：デンゼル・ワシントン - 『グラディエーターII 英雄を呼ぶ声』：マクリヌス - クラレンス・マクリン - 『シンシン/SING SING』：本人役 - ガイ・ピアース - 『ブルータリスト』：ハリソン - スタンリー・トゥッチ - 『教皇選挙』：アルド・ベッリーニ枢機卿             | - アーンジャニュー・エリス - 『Nickel Boys』：ハティ - 次点：アリアナ・グランデ - 『ウィキッド ふたりの魔女』：ガリンダ・アップランド - モニカ・バルバロ - 『名もなき者/A COMPLETE UNKNOWN』：ジョーン・バエズ - ダニエル・デッドワイラー - 『ピアノ・レッスン』：バーニース - ゾーイ・サルダナ - 『エミリア・ペレス』：リタ・モーラ・カストロ           |
| 脚本賞 | 脚色賞 |
| - ギル・キーナン、ジェイソン・ライトマン - 『Saturday Night』 - 次点：マイク・リー - 『Hard Truths』 - ショーン・ベイカー - 『ANORA アノーラ』 - ブラディ・コーベット、モナ・ファストヴォールド - 『ブルータリスト』 - ジェシー・アイゼンバーグ - 『リアル・ペイン〜心の旅〜』 - モハマド・ラスロフ - 『聖なるイチジクの種』               | - ピーター・ストローハン - 『教皇選挙』 - 次点：ドゥニ・ヴィルヌーヴ、ジョン・スペイツ - 『デューン 砂の惑星PART2』 - ラメル・ロス、ジョスリン・ジョーンズ - 『Nickel Boys』 - グレッグ・クウェダー、クリント・ベントリー - 『シンシン/SING SING』 - ウィニー・ホルツマン、デイナ・フォックス - 『ウィキッド ふたりの魔女』                              |
| アニメ映画賞 | ドキュメンタリー映画賞 |
| - 『野生の島のロズ』 - 次点：『ウォレスとグルミット 仕返しなんてコワくない!』 - 『Flow』 - 『インサイド・ヘッド2』 - 『かたつむりのメモワール』 | - 『ノー・アザー・ランド 故郷は他にない』 - 次点：『Super/Man: The Christopher Reeve Story』 - 『Daughters』 - 『ジョン・ウィリアムズ/伝説の映画音楽』 - 『Sugarcane』 - 『ウィル&ハーパー』 |
| 国際映画賞 | アンサンブル賞 |
| - 『聖なるイチジクの種』 - 次点：『世界の終わりにはあまり期待しないで』 - 『私たちが光と想うすべて』 - 『ダホメ』 - 『エミリア・ペレス』 | - 『教皇選挙』 - 次点：『サタデー・ナイト/NYからライブ!』 - 『デューン 砂の惑星PART2』 - 『シンシン/SING SING』 - 『ウィキッド ふたりの魔女』 |
| 撮影賞 | 編集賞 |
| - ジェアリン・ブラシュケ - 『ノスフェラトゥ』 - 次点：グリーグ・フレイザー - 『デューン 砂の惑星PART2』 - ロル・クローリー - 『ブルータリスト』 - エドワード・ラックマン - 『Maria』 - ジョモ・フレイ - 『Nickel Boys』 | - ニコラス・モンスール - 『Nickel Boys』 - 次点：ハンスヨルク・ヴァイスブリッヒ - 『セプテンバー5』 - ダーヴィド・ヤンチョ - 『ブルータリスト』 - ジョー・ウォーカー - 『デューン 砂の惑星PART2』 - ネイサン・オルロフ、シェーン・リード - 『サタデー・ナイト/NYからライブ!』                                                                            |
| 衣裳デザイン賞 | 美術賞 |
| - ポール・タゼウェル - 『ウィキッド ふたりの魔女』 - 次点：リンダ・ミューア - 『ノスフェラトゥ』 - ジャクリーン・ウェスト - 『デューン 砂の惑星PART2』 - ケイシー・ハリス、ブランドン・カーカム - 『Hundreds of Beavers』 - マッシモ・カンティーニ・パリーニ - 『Maria』                                                                   | - クレイグ・ラスロップ、ベアトリス・ブレントネロヴァ - 『ノスフェラトゥ』 - 次点：ネイサン・クロウリー、リー・サンデルズ - 『ウィキッド ふたりの魔女』 - ジュディ・ベッカー - 『ブルータリスト』 - スージー・デイヴィス、シンシア・スレイター - 『教皇選挙』 - パトリス・ヴァーメット、シェーン・ヴィア - 『デューン 砂の惑星PART2』                     |
| 音楽賞 | サウンドトラック賞 |
| - ダニエル・ブルームバーグ - 『ブルータリスト』 - 次点：トレント・レズナー、アッティカス・ロス - 『チャレンジャーズ』 - フォルカー・ベルテルマン - 『教皇選挙』 - ハンス・ジマー - 『デューン 砂の惑星PART2』 - クリス・バワーズ - 『野生の島のロズ』                                                                                      | - 『名もなき者/A COMPLETE UNKNOWN』 - 次点：『ウィキッド ふたりの魔女』 - 『デッドプール&ウルヴァリン』 - 『I Saw the TV Glow』 - 『Maria』 |
| 視覚効果賞 | アクション映画賞 |
| - 『デューン 砂の惑星PART2』 - 次点：『猿の惑星/キングダム』 - 『エイリアン:ロムルス』 - 『マッドマックス:フュリオサ』 - 『ノスフェラトゥ』 | - 『マッドマックス:フュリオサ』 - 次点：『デューン 砂の惑星PART2』 - 『デッドプール&ウルヴァリン』 - 『フォールガイ』 - 『モンキーマン』 |
| コメディ映画賞 | ホラー映画賞 |
| - 『Hundreds of Beavers』 - 次点：『デッドプール&ウルヴァリン』 - 『フォールガイ』 - 『リアル・ペイン〜心の旅〜』 - 『サタデー・ナイト/NYからライブ!』 | - 『ノスフェラトゥ』 - 次点：『サブスタンス』 - 『異端者の家』 - 『I Saw the TV Glow』 - 『悪魔と夜ふかし』 - 『ロングレッグス』 |
| シークエンス賞 | スタント賞 |
| - 『シビル・ウォー アメリカ最後の日』 - 「お前は、どの種類のアメリカ人だ?」と問いかける兵士のシーン - 次点：『マッドマックス:フュリオサ』 - ウォー・タンクの戦闘シーン - 『デューン 砂の惑星PART2』 - サンドワームを乗りこなすシーン - 『サブスタンス』 - 大晦日のパフォーマンスのシーン - 『喪う』 - 父の椅子のシーン                     | - 『フォールガイ』 - 次点：『マッドマックス:フュリオサ』 - 『デッドプール&ウルヴァリン』 - 『グラディエーターII 英雄を呼ぶ声』 - 『モンキーマン』 |
| 第一回作品賞 | 声優賞 |
| - ラメル・ロス - 『Nickel Boys』 - 次点：マルコム・ワシントン - 『ピアノ・レッスン』 - アニー・ベイカー - 『Janet Planet』 - アナ・ケンドリック - 『アイズ・オン・ユー』 - ジョシュ・マーゴリン - 『テルマがゆく! 93歳のやさしいリベンジ』 - デーヴ・パテール - 『モンキーマン』                                                           | - ルピタ・ニョンゴ - 『野生の島のロズ』：ロズ - 次点：マヤ・ホーク - 『インサイド・ヘッド2』：シンパイ - ペドロ・パスカル - 『野生の島のロズ』：チャッカリ - エイミー・ポーラー - 『インサイド・ヘッド2』：ヨロコビ - サラ・スヌーク - 『かたつむりのメモワール』：グレース                                                                              |